# Катла
Ка́тла (исл. Katla — прослушатьо файле) — вулкан на юге Исландии. Высота вулкана — 1512 м; диаметр кальдеры — 10 км. Периодичность извержений — порядка 40—80 лет. Перекрыт юго-восточной частью ледника Мирдальсйёкюдль.
Название вулкана Катла происходит от др.-сканд. Ketill — «котёл, чайник», что связано с ассоциацией формы вулкана с котлом для нагрева воды. Слово Катла используется также как женское имя.

## История извержений
С X века зарегистрировано 14 крупных извержений. Последнее извержение Катлы имело место в 1918 году. Подледниковые извержения приводят к интенсивному таянию льда и затоплению соседних районов талыми водами. Извержение 1755 года вызвало интенсивное таяние ледника, что привело к образованию потока с расходом воды 200 000 — 400 000 м³/с. Для сравнения, средний расход воды в устье реки Амазонки составляет 220 000 м³/с.
Предполагается, что извержение именно этого вулкана в 10 600 году до н. э. ответственно за слой тефры, который обнаруживается в геологических кернах в западной Норвегии, Северной Атлантике и Шотландии. Общая мощность слоя указывает на объём осадков в этих районах, равный 6—7 км³.
В 882 году извержение вулкана Катла стало причиной затянувшейся на три года европейской зимы.

## Катла и Эйяфьядлайёкюдль

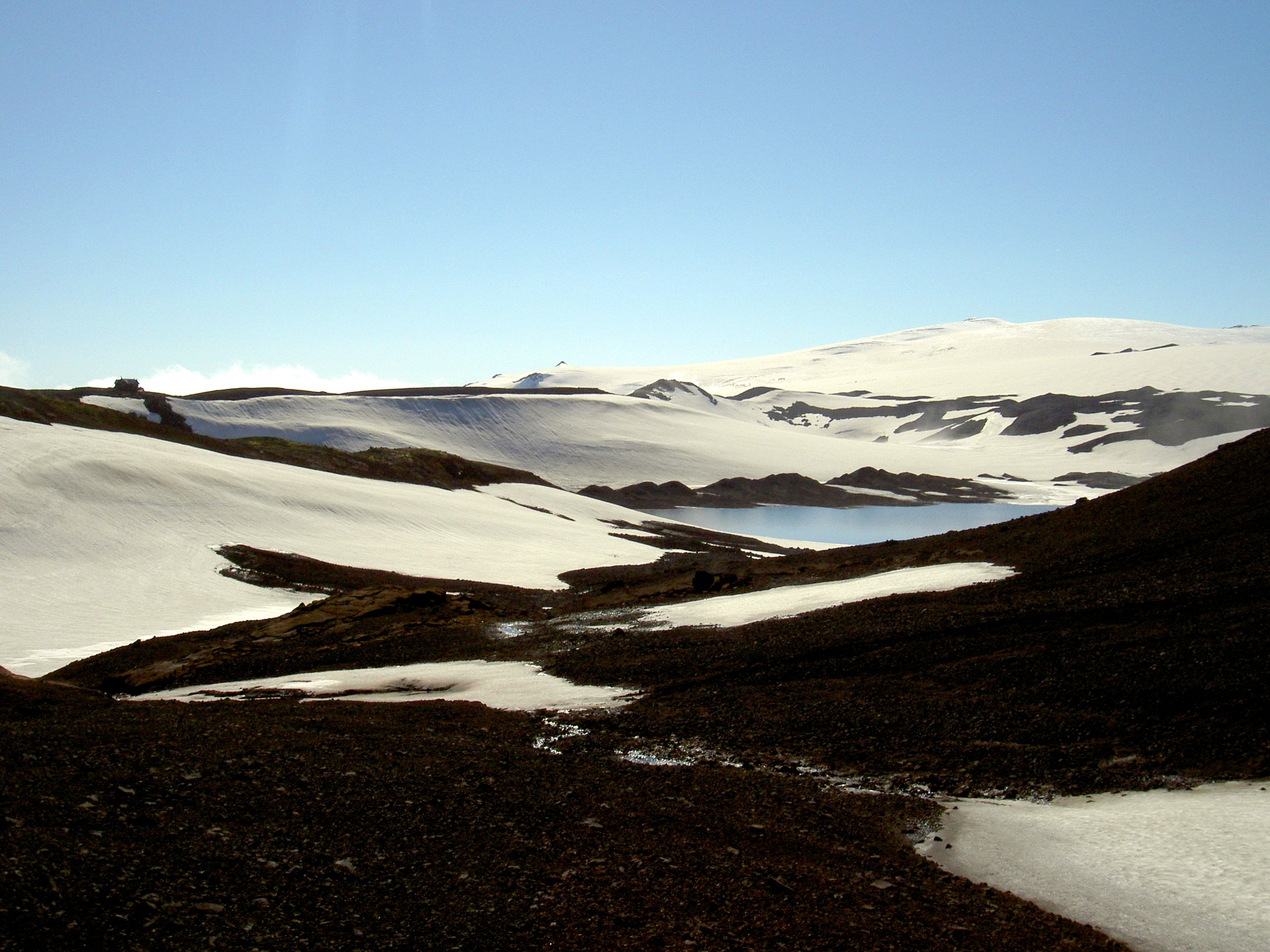
Вид в направлении кальдеры

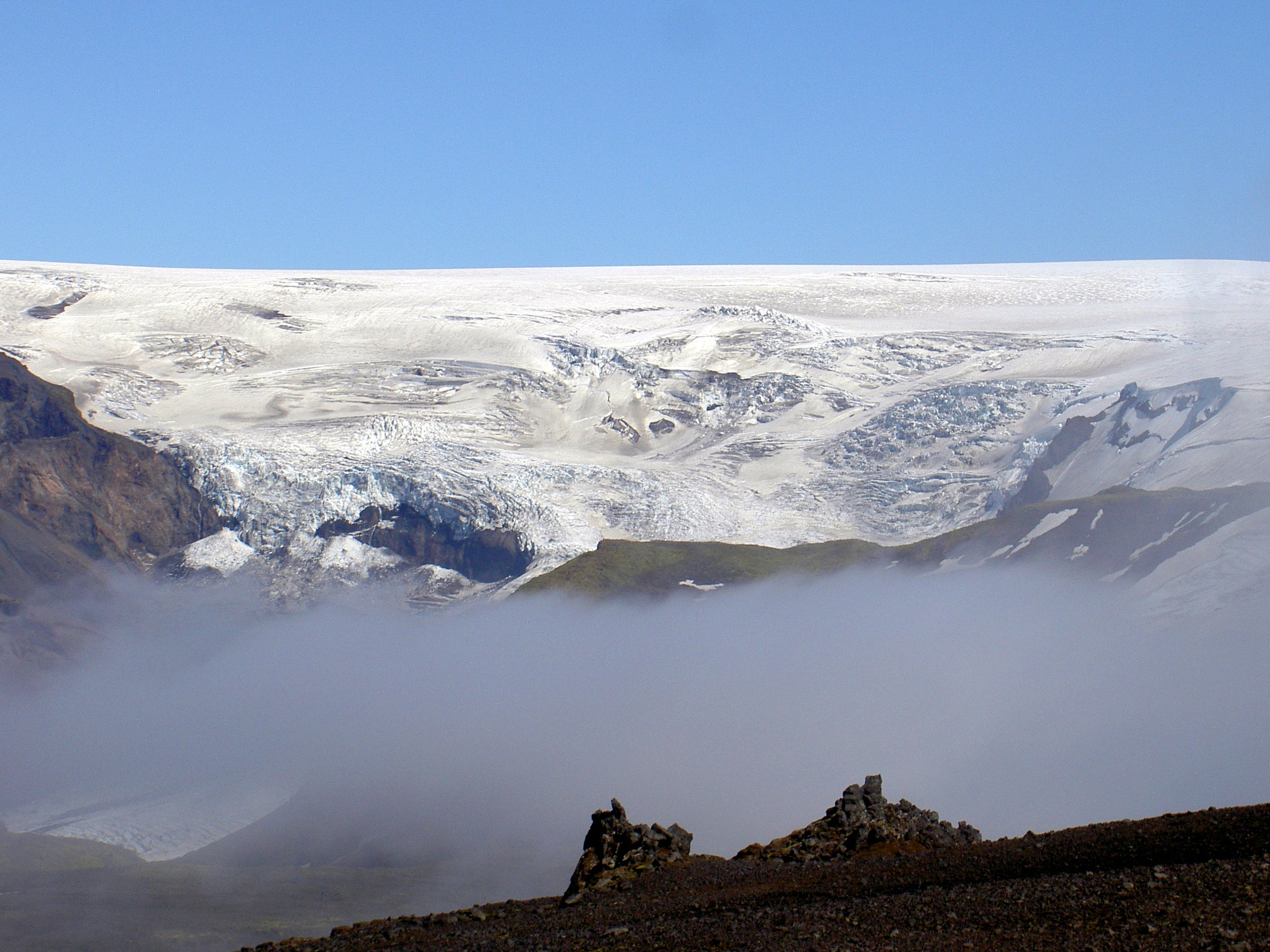
Ледник Мирдальсйёкюдль

В 920, 1612 и 1821—1823 годах активности Катлы предшествовали извержения вулкана Эйяфьядлайёкюдль, расположенного в 20 км от Катлы. На основании этой закономерности, наблюдаемой в течение последней тысячи лет, некоторые геофизики Исландии предполагают, что извержения Эйяфьядлайёкюдля могут являться пусковым механизмом для извержений Катлы.

## Катла в наше время
В мае 2010 года специалисты британского Института изучения природных катастроф (англ. Institute for Risk and Disaster Reduction) предупредили о возможном скором начале извержения Катлы. Согласно результатам исследования, в последнее время в Катле заметно поднялся уровень магмы. Это может привести к скорому извержению. Специалисты предполагают, что извержение вулкана может привести не только к проблемам авиасообщения, но и к таянию ледников и массовому наводнению.
В июне 2011 на вулкане были зафиксированы гармонические колебания, через несколько дней — ряд землетрясений в кальдере вулкана. Это указывает на движение магмы внутри вулкана, что повышает вероятность извержения в ближайшем будущем. 8 и 9 июля 2011 произошёл ещё один всплеск гармонических колебаний. Предположительно, произошло небольшое подледниковое извержение. Им было вызвано наводнение, которое утром 9 июля разрушило мост через реку Му́лаквисль на основной автотрассе страны и другие участки дороги. Пилот вертолёта сообщил о трещинах в леднике. Только за ноябрь 2011 года было зафиксировано более пятисот мелких толчков, что говорит о движении магмы. Учёные полагают, что у вулкана Катла начался новый период активности (уже четвёртый за последние 50 лет), и он вполне может закончиться крупным извержением.

## В искусстве

### В кинематографе
- «Катла» — исландский фантастический телесериал.